# Alice Abreu
Alice Rangel de Paiva Abreu é socióloga, Professora Emérita da Universidade Federal do Rio de Janeiro.

## Vida
Bacharel em Ciências Políticas e Sociais pela Pontifícia Universidade Católica do Rio de Janeiro (1967), Mestre em Sociologia - London School of Economics and Political Science (1971) e Doutora em Ciências Sociais pela Universidade de São Paulo (1980). 
Sua carreira acadêmica foi toda ligada à Universidade Federal do Rio de Janeiro, onde aposentou-se como Professora Titular de Sociologia. Tem experiência na área de Sociologia, atuando principalmente nos seguintes temas: Brasil, América Latina, gênero, trabalho e trabalho em domicilio, política científica e tecnológica.
Ela foi Vice Presidente do CNPq de 1999 a 2002 e Diretora do Escritório de Educação, Ciência e Tecnologia da Organização dos Estados Americanos, de janeiro de 2003 a janeiro de 2006. De dezembro de 2006 a dezembro de 2010 foi Diretora do Escritório Regional para América Latina e Caribe do ICSU - International Council for Science.

## Prêmios
Alice Abreu foi agraciada com a Ordem Nacional do Mérito Científico, concedida pelo Ministério Nacional de Ciência e Tecnologia do Brasil; com a Palmes Académiques, conferida pelo Ministère de la Jeunesse, de l'Education Nationale et de la Recherche da França; o Prêmio Florestan Fernandes da Sociedade Brasileira de Sociologia.

## Escritos
- Produção Flexível e novas institucionalidades na América Latina